# Valery Salov
Valery Salov (nascido em 26 de maio de 1964 em Wrocław, Polônia) é um Grande Mestre de xadrez russo.
Salov recebeu o título de Mestre Internacional em 1984 e o título de Grande Mestre em 1986. Foi o campeão sub-16 mundial em 1980 e o campeão europeu júnior em 1983-1984. Dividiu o primeiro lugar com Alexander Beliavsky no Campeonato de Xadrez Soviético de 1987, embora tenha perdido a partida de desempate (+0, =2, -2), terminando com a medalha de prata. No Campeonato de Xadrez Soviético de 1988 dividiu o terceiro lugar com Artur Yusupov, atrás de Anatoly Karpov e Gary Kasparov.
Salov qualificou-se duas vezes para o Torneio de Candidatos, tendo sido derrotado nas partidas de 16 por Jan Timman (+0, =5, -1)., tendo chegado às semi finais em 1996, perdendo para Gata Kamsky.